# ヒポキサンチン-グアニンホスホリボシルトランスフェラーゼ
ヒポキサンチン-グアニンホスホリボシルトランスフェラーゼ（英: Hypoxanthine-guanine phosphoribosyltransferase; HGPRTはプリン代謝に関わる酵素の1つ。酵素学的にはヒポキサンチンホスホリボシルトランスフェラーゼ(hypoxanthine phosphoribosyltransferase, HPRT)と呼び、系統名はIMP:diphosphate phospho-D-ribosyltransferaseである。

## 反応
この酵素は次の化学反応を触媒する転移酵素である。
1. イノシン酸 + 二リン酸 {\displaystyle \rightleftharpoons } ヒポキサンチン + ホスホリボシル二リン酸
2. グアニル酸 + 二リン酸 {\displaystyle \rightleftharpoons } グアニン + ホスホリボシル二リン酸
3. キサンチル酸 + 二リン酸 {\displaystyle \rightleftharpoons } キサンチン + ホスホリボシル二リン酸

通常は1番目と2番目の反応を触媒することから、HGPRTと呼ばれることが多い。

## 機能
この酵素は主に上記反応式の左向きの反応により、DNA、RNAなどの代謝分解によって生じたプリン塩基を再利用してヌクレオチドの再合成を行う。

## 突然変異
遺伝子の突然変異は高尿酸血症を誘引する。
- レッシュ・ナイハン症候群はHPRTの突然変異で起こる。
- いくつかの変異は痛風に繋がる。